# Ohara Koson

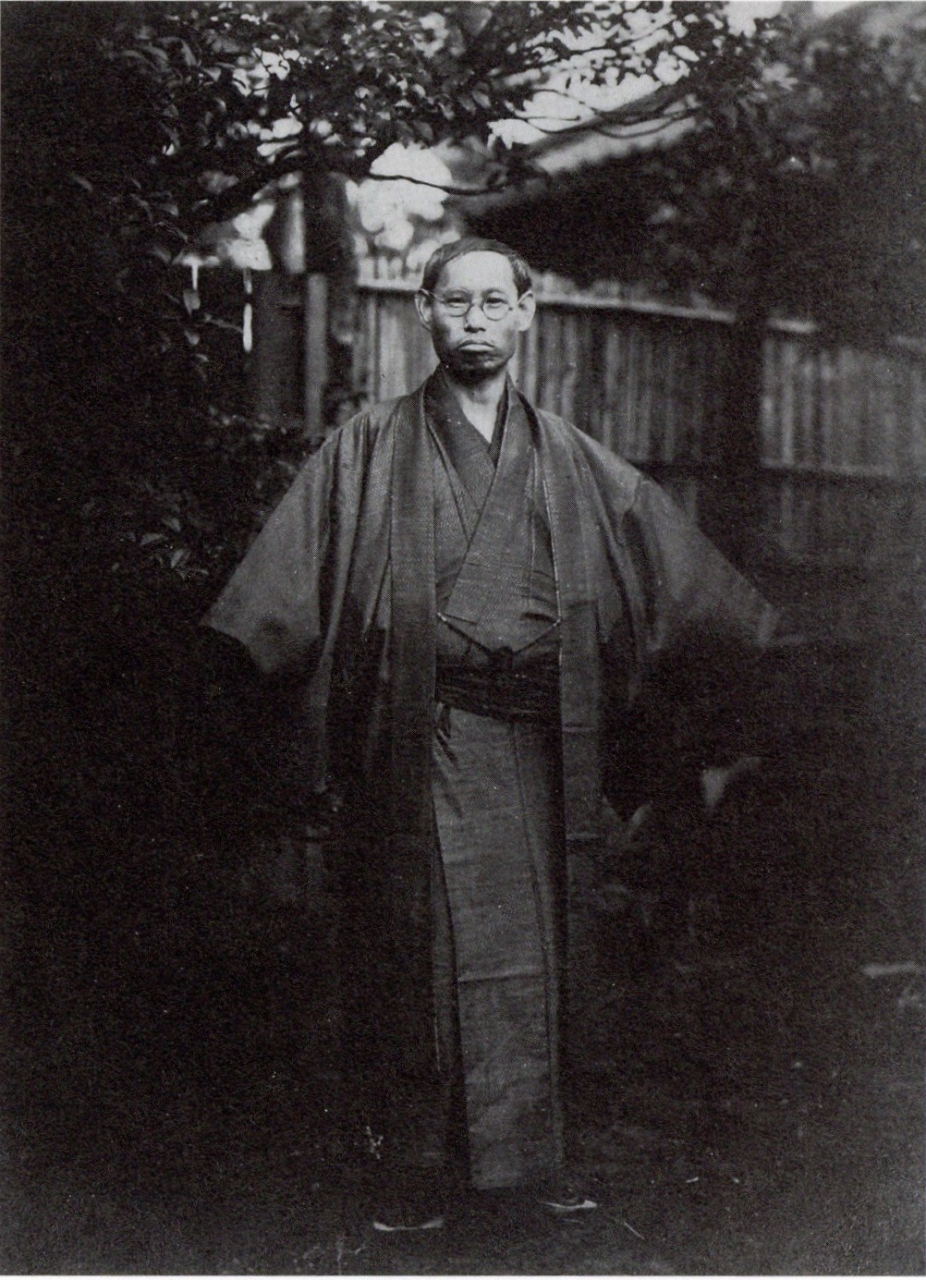
Ohara Koson

Ohara Koson (japanisch 小原 古邨, eigentlicher Vorname 又雄, Matao; in späteren Jahren auch Shōson (祥邨) und Hōson (豊屯); * 9. Februar 1877 in Kanazawa; † 1945) war ein japanischer Maler, der in einem modernisierten Ukiyoe-Stil sich mit dem klassischen Themen wie „Blume und Vögel“ (花鳥画, kachō-ga) beschäftigte.

## Leben und Werk

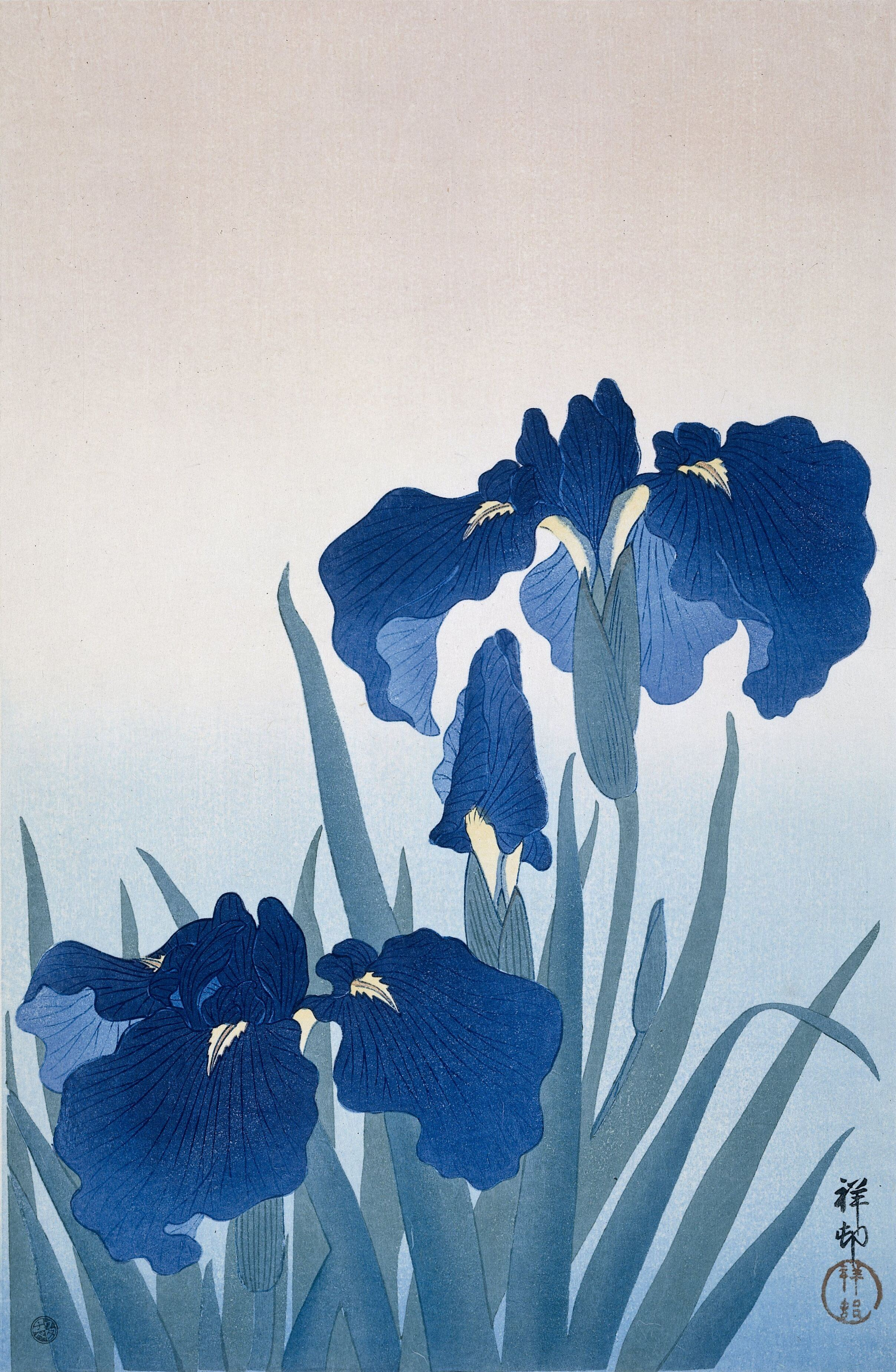

Ohara studierte Malerei der Nihonga-Richtung unter Suzuki Kason (鈴木 華邨, 1860–1919), von dem er das 邨 für seinen Künstlernamen übernahm. Er lehrte an der Kunstakademie Tokio (Tōkyō bijutsu gakkō), der Vorläufereinrichtung der Universität der Künste Tokio. Ernest Fenollosa regte ihn an, sich dem Holzschnitt zuzuwenden. Unter dem Namen Koson produzierte er ab 1910 Blumenbilder. 1912 gab er das Entwerfen von Drucken auf, nannte sich Shōson und widmete sich mit aller Energie der Malerei.
1926 kehrte er zurück zum Entwurf von Drucken mit den klassischen Thema „Blumen und Vögel“, die dann vom Verleger Watanabe Shōzaburō (1885–1962) in großer Zahl produziert wurden. Der Nachfrage entsprechend verkaufte Watanabe die Drucke vor allem ins Ausland, so dass Japaner, die ihn in den 1970er Jahren studieren wollten, auf Importe aus den USA angewiesen waren.

## Bilder

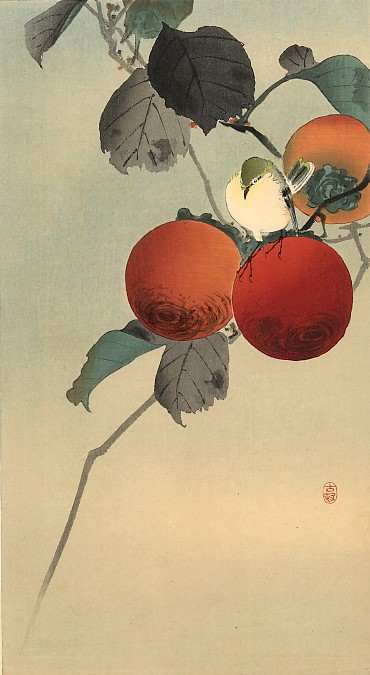
Vogel und Kaki[S 1]
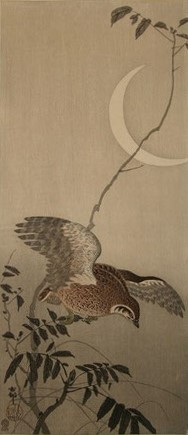
Eule[S 1]
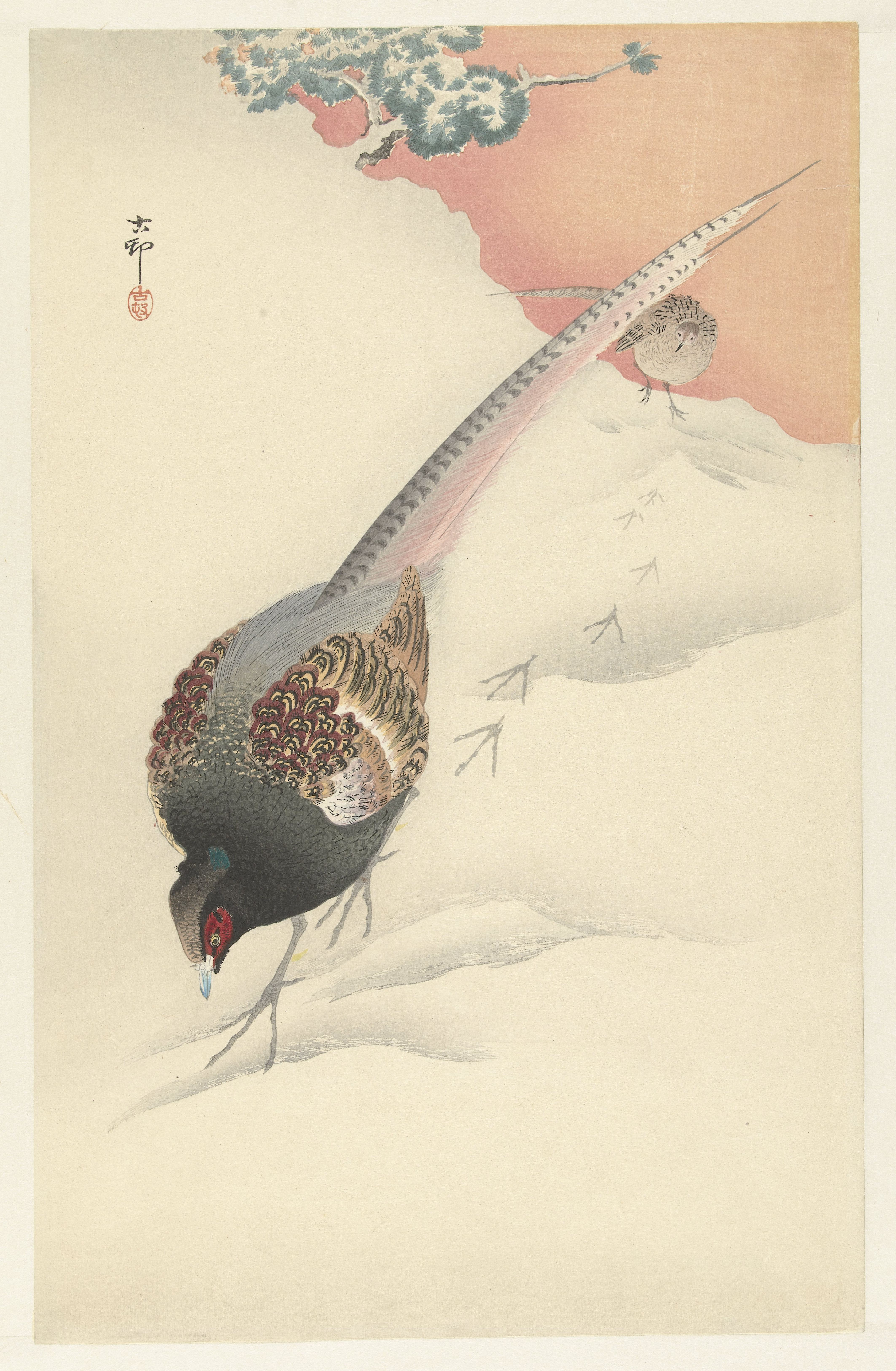
Fasan[S 1]
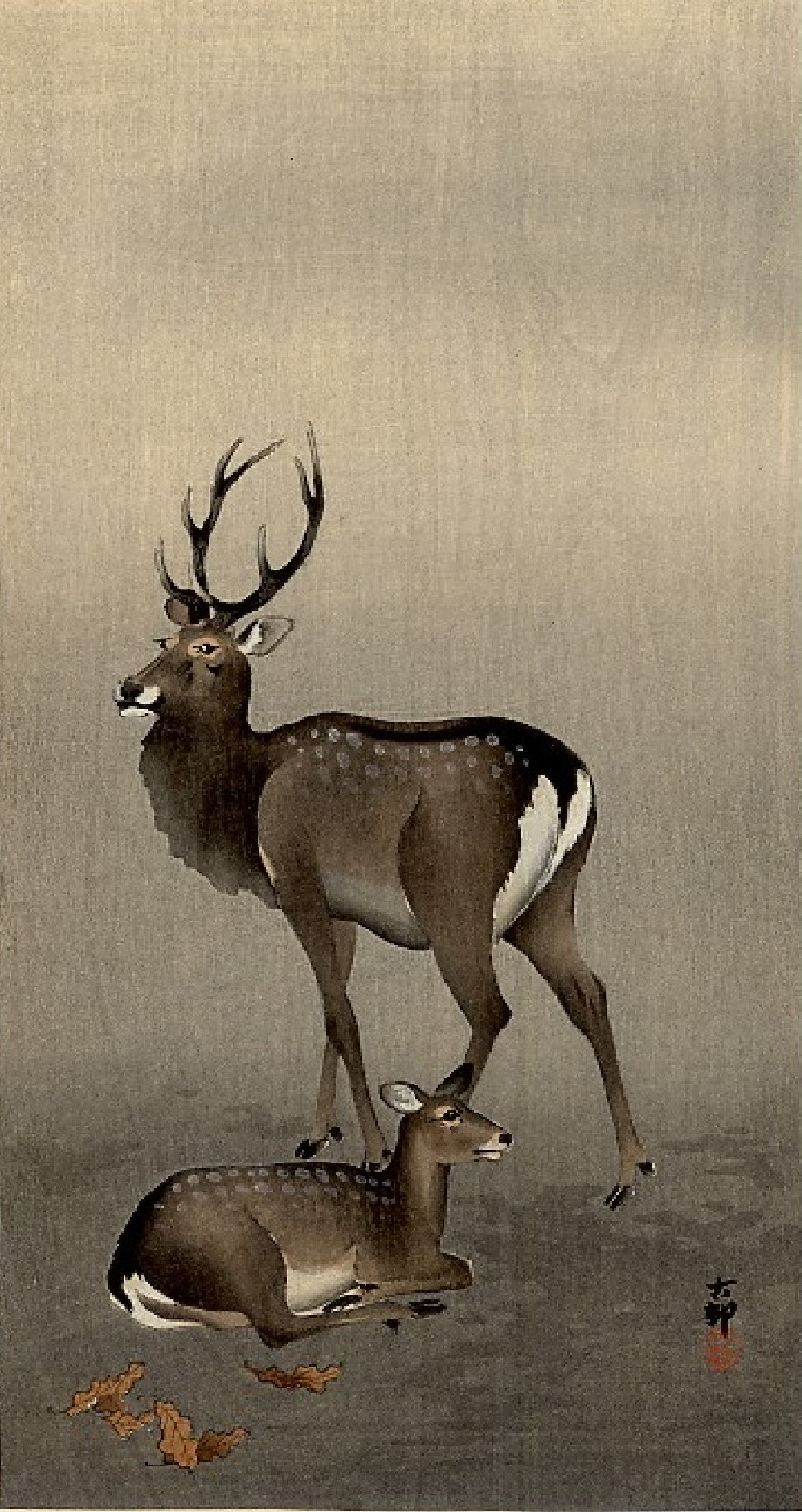
Rehe[S 1]
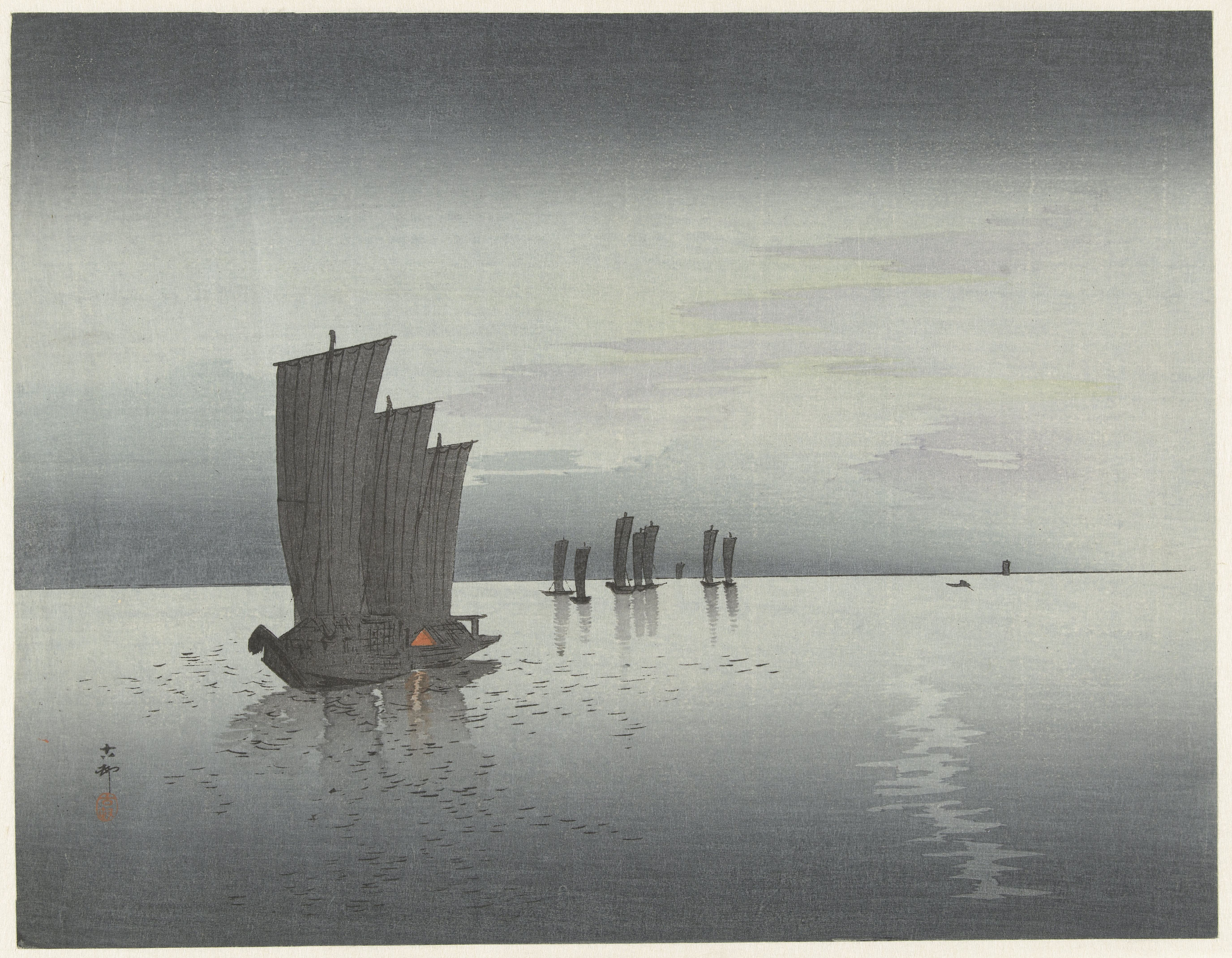
Boote[S 1]
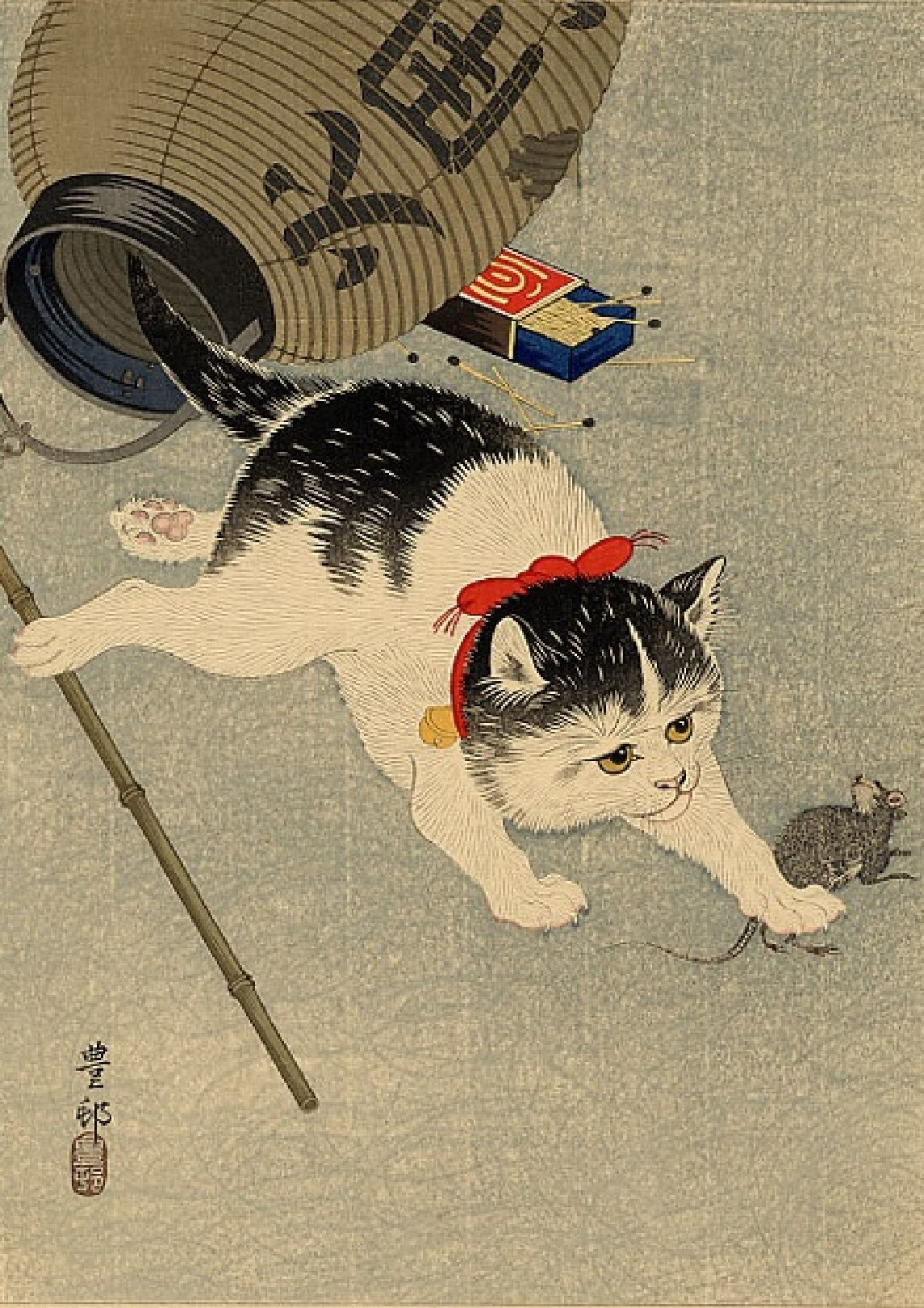
Katze[S 2][A 1]
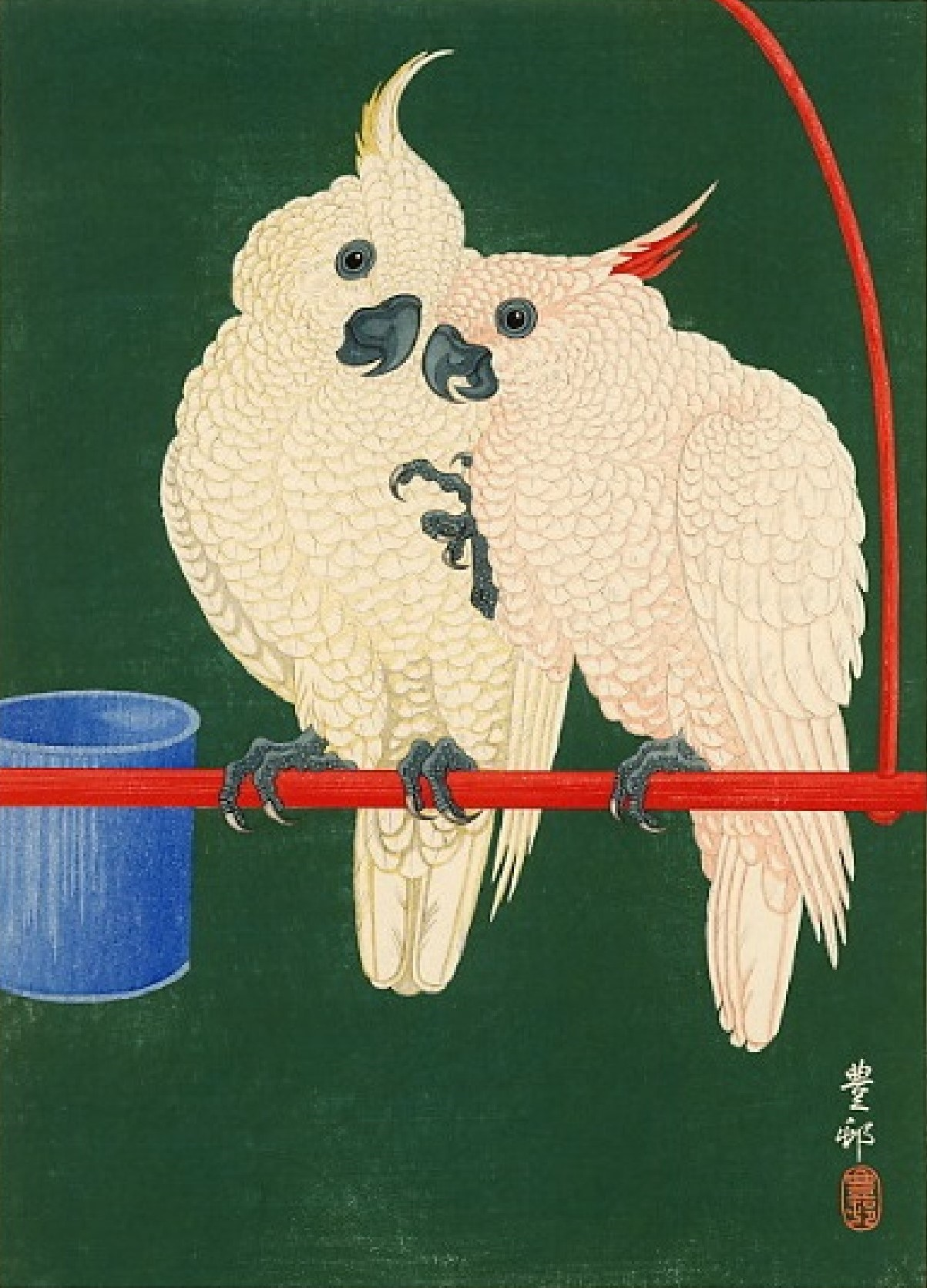
Papageie, 1926[S 2]
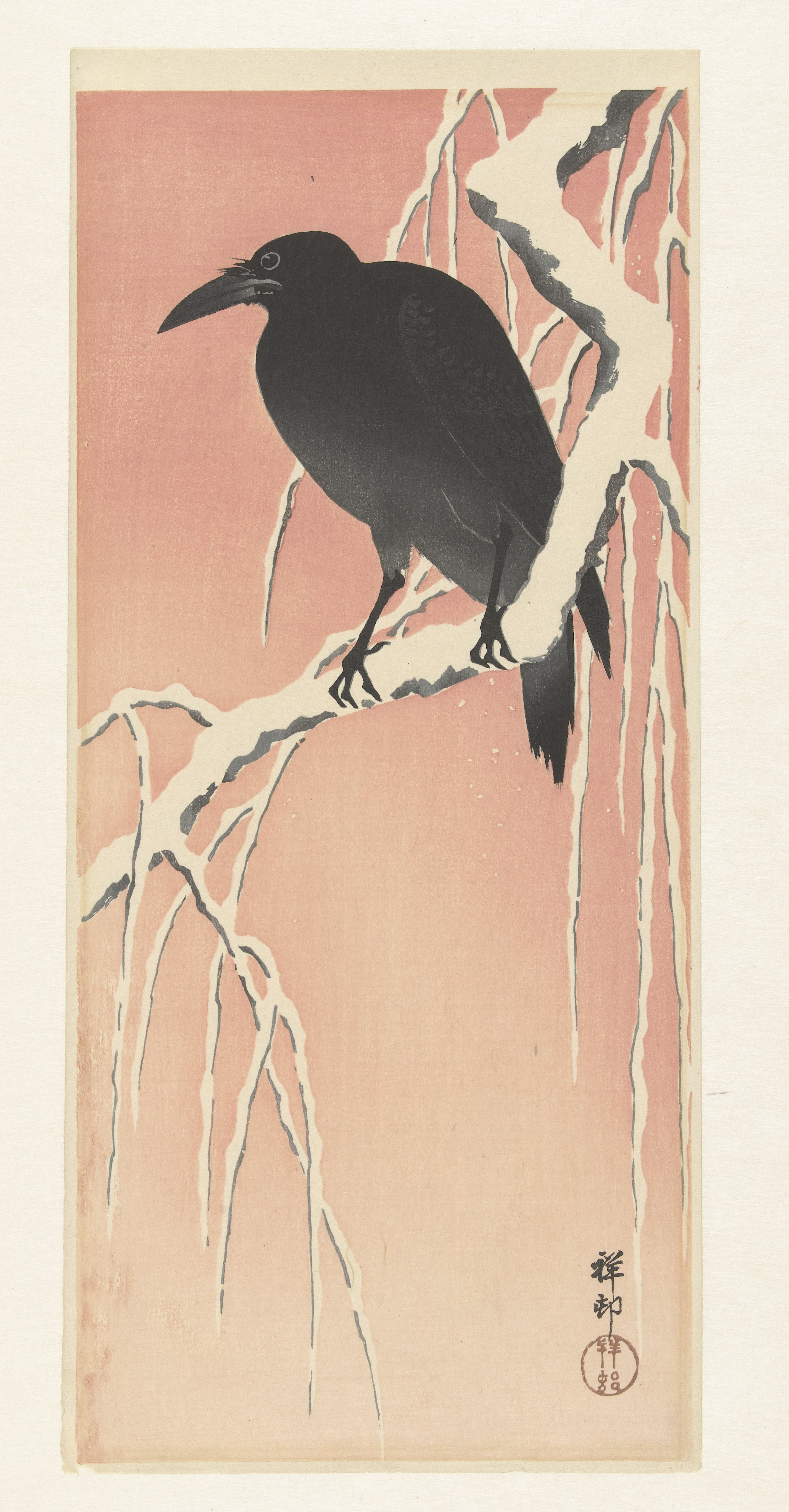
Krähe[S 3]
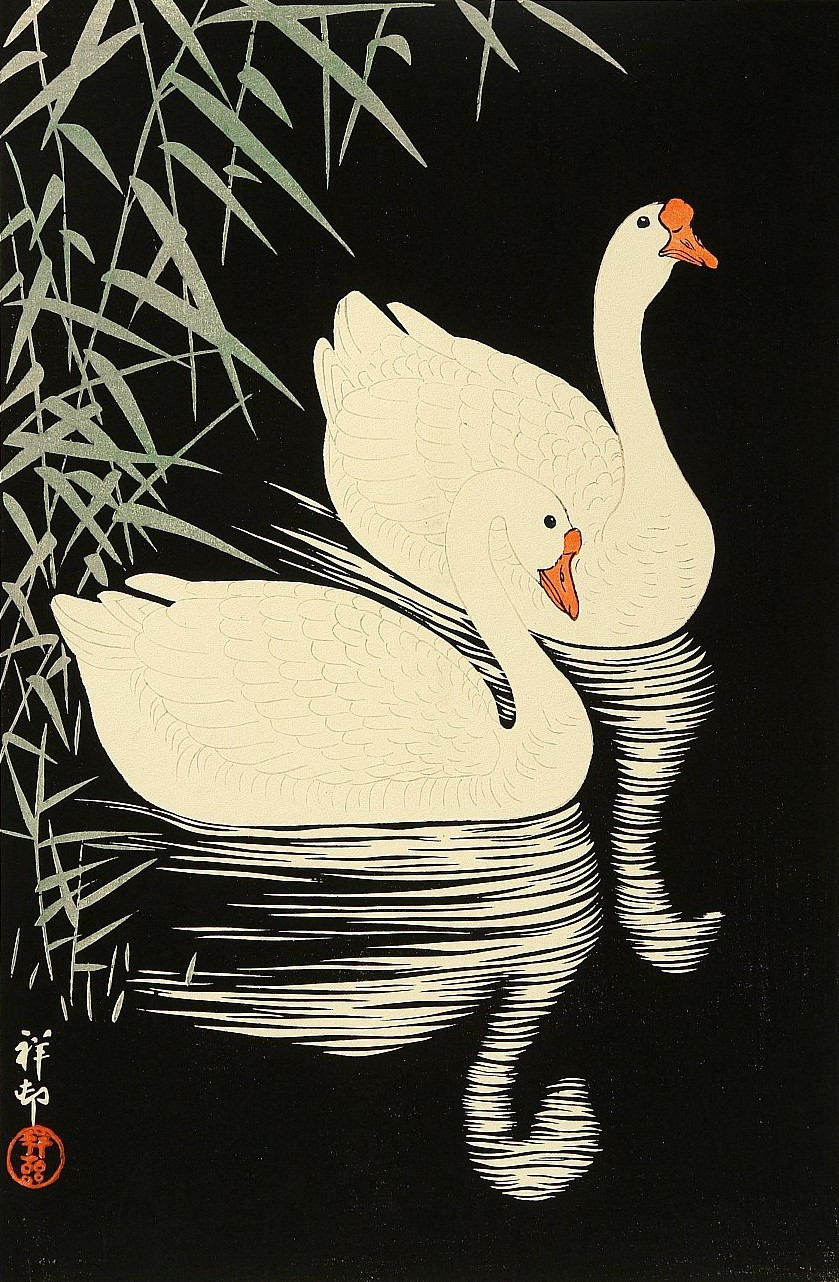
Schwäne, 1926[S 3]
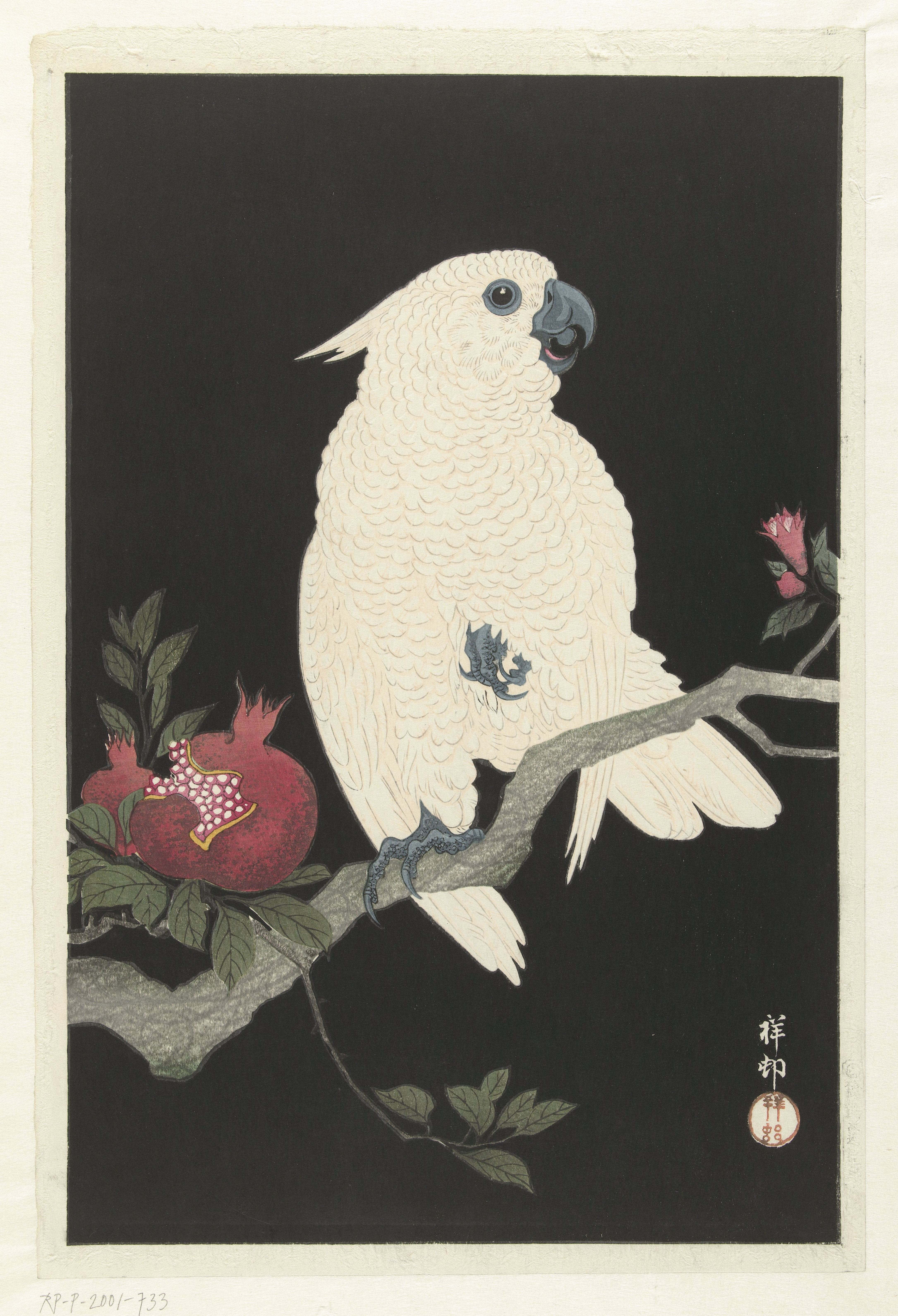
Vogel, 1936[S 3]
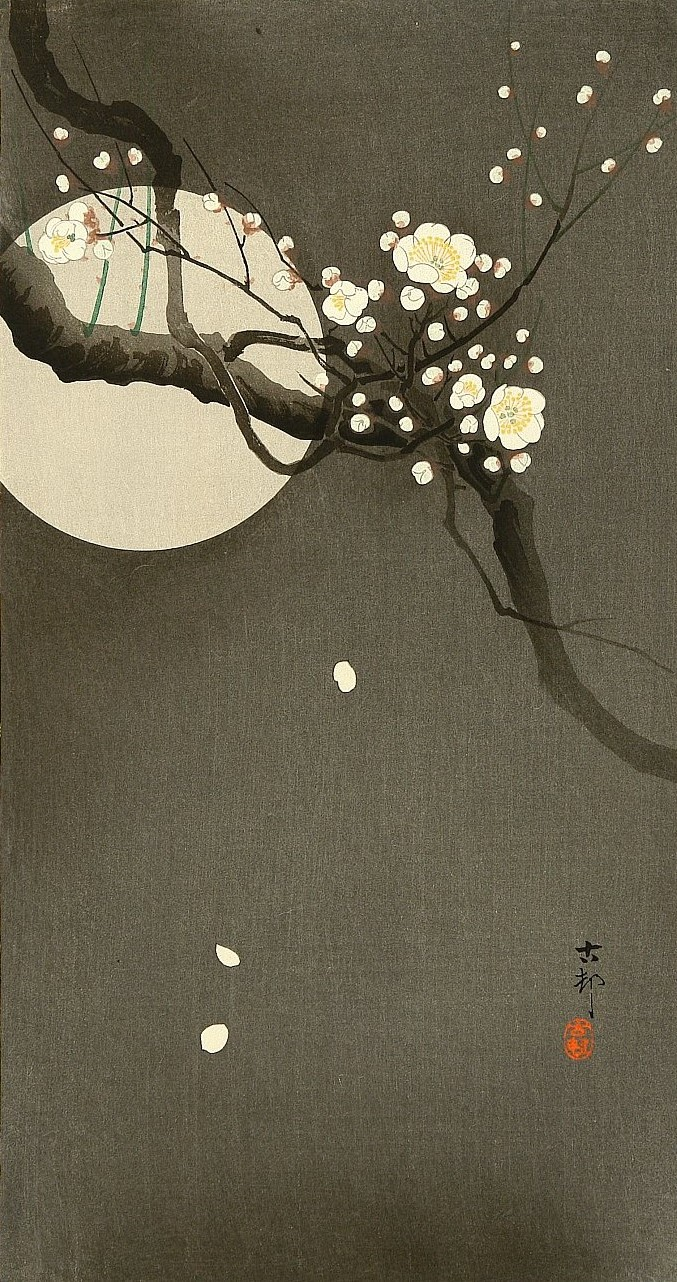
Mond hinter Pflaumen[S 1]

### Signiert als
1. 1 2 3 4 5 6  Koson
2. 1 2  Hōson
3. 1 2 3  Shōson